# Bricklin
La Bricklin fu un'azienda costruttrice di auto sportive fondata in Canada a Saint John nel 1974 e attiva fino al 1976. 

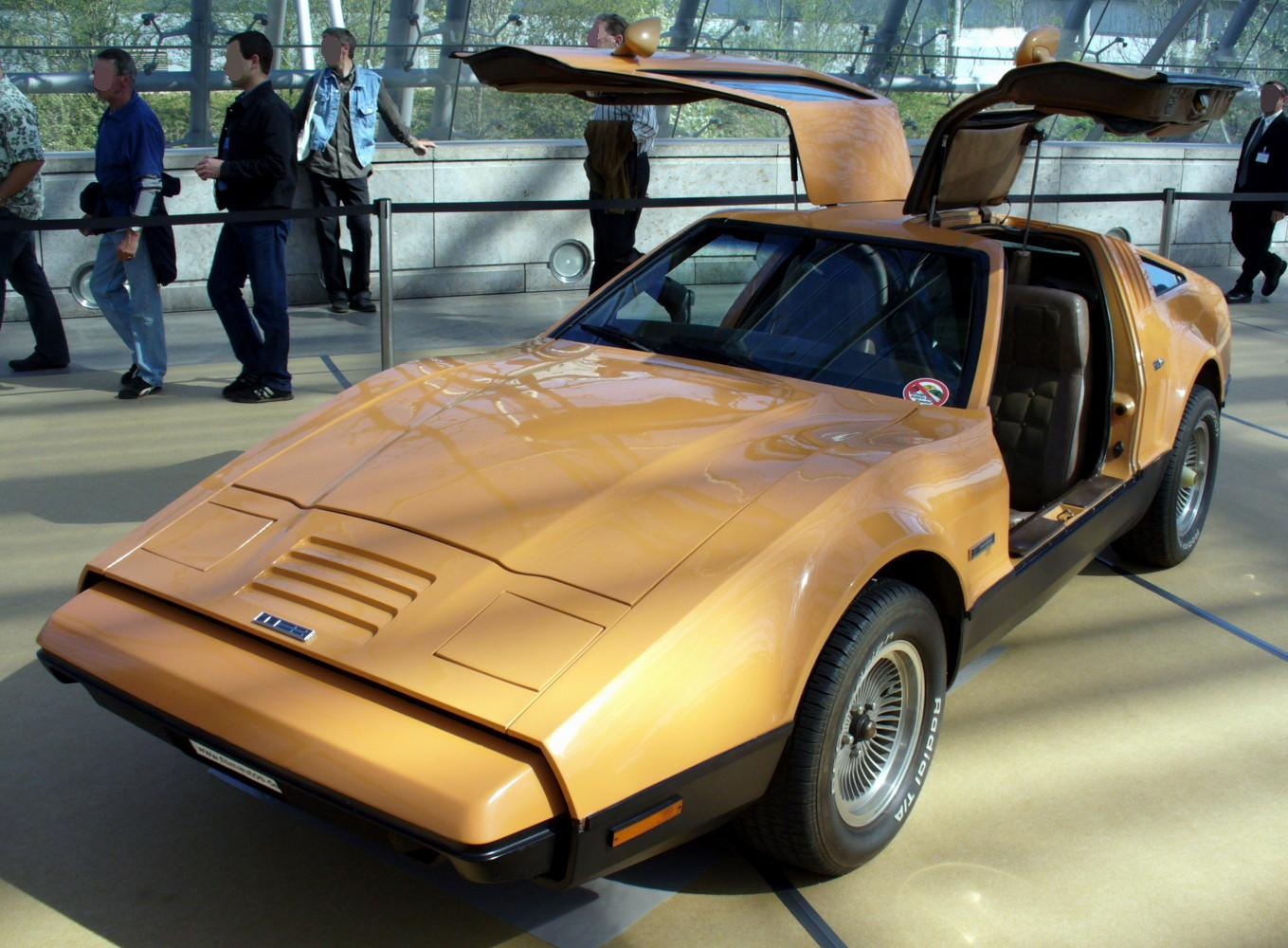
Una Bricklin SV-1

## La "SV-1"
L'unico modello di Bricklin, prodotto per il solo mercato degli Stati Uniti d'America, fu la Bricklin SV1, dove SV sta per "Safety Vehicle", cioè veicolo sicuro. Infatti Bricklin tentò di spingere sul campo della sicurezza automobilistica per incrementare le vendite, senza successo, essendo tra l'altro il tema della sicurezza "pesante", per lo sviluppo dell'auto: si pensi che non era dotata di posacenere perché fumare in macchina poteva essere pericoloso.